# Takayus lyricus
Takayus lyricus är en spindelart som först beskrevs av Charles Athanase Walckenaer 1842.  Takayus lyricus ingår i släktet Takayus och familjen klotspindlar. Inga underarter finns listade i Catalogue of Life.